# 모지스 블라
모지스 제 블라(Moses Zeh Blah, 1947년 4월 18일~2013년 4월 1일)는 라이베리아의 정치인이었으며 제23대 라이베리아의 대통령이었다. 찰스 테일러 대통령 정부에서 부통령으로 재임하던 중 테일러가 사임하고 UN의 지원을 받은 규드 브라이언트가 과도정부 의장에 취임하기 전까지 2달 동안 대통령직을 맡았다.